# Physopyrum teretifolium
Physopyrum es un género monotípico de plantas pertenecientes a la familia Polygonaceae.  Su única especie, Physopyrum teretifolium, es originaria de Kazajistán.

## Taxonomía
Physopyrum teretifolium fue descrito por Mijaíl Popov y publicado en Index Seminum Horti Botanico Almaatensis Acad. Sci. 2: 23. 1935.

### Sinonimia
Atraphaxis teretifolia (Popov) Kom. 1936